# Cartilage aryténoïde

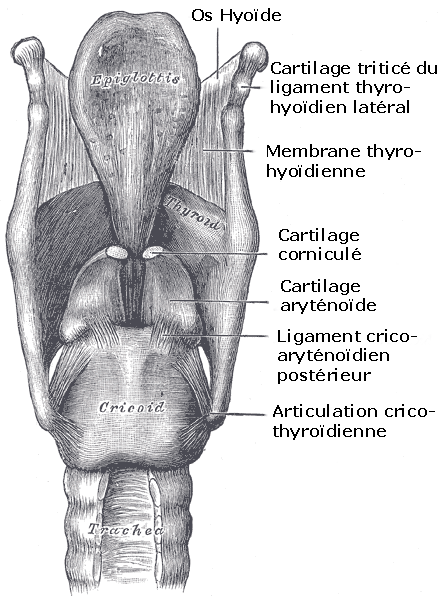
Vue postérieure du larynx.

Les cartilages aryténoïdes sont deux petits cartilages du larynx situés au dessus de l'arc du cartilage cricoïde avec lequel ils s'articulent.

## Description
Les cartilages aryténoïdes a une forme de pyramide triangulaire haute d'environ 1,5 cm, de base inférieure et de grand axe vertical. Leur partie supérieure sont minces et lamellaires et se terminent par les apex du cartilage artyténoïde.
Leur base possède une facette articulaire qui repose sur les facettes articulaires aryténoïdiennes du cartilage cricoïde formant les deux articulations crico-aryténoïdiennes.
Leur base prolonge par deux saillies :
- une saille postéro-latérale formant le processus (ou apophyse) musculaire du cartilage aryténoïde qui donne insertion au muscle crico-aryténoïdien postérieur,
- une saille antéro-médiale formant le processus (ou apophyse) vocal du cartilage aryténoïde qui donne insertion au ligament vestibulaire compris dans l'épaisseur du pli vocal.

Les faces postérieures des cartilages aryténoïdes sont concaves et lisses et donnent insertion aux faisceaux obliques et transverses des muscles aryténoïdiens.
Les faces antéro-latérales sont marquées sur leur bord latéral par la crête arquée. dans la partie supérieure de ces faces, le colliculus marque un petit relief au-dessus de la fosse (ou fossette) triangulaire. En dessous de cette dernière se trouve la fosse oblongue ou fossette hémisphérique.
Les faces médiales sont planes et lisses. Elles sont étroites en haut et larges en bas tapissées par la muqueuse.

## Anatomie fonctionnelle
La localisation et le mouvement de ces deux cartilages sont fondamentaux pour le fonctionnement du larynx (respiration, déglutition et phonation). « Pendant l'inspiration, les aryténoïdes présentent d'abord un mouvement de glissement vers l'extérieur sur leur surface articulaire cricoïdienne puis, dans l'inspiration forcée, s'inclinent en arrière augmentant l'ouverture glottique. Ce mouvement entraîne un déplissement des cordes vocales d'autant plus grand que l'inspiration est plus profonde. L'ouverture est maximale dans le bâillement ». Au moment de la déglutition, les petits chevalets aryténoïdes se serrent l'un contre l'autre, les cordes vocales se rapprochent, la glotte se serre et tout le larynx ainsi bouché remonte et vient se loger sous la base de la langue, ce qui ouvre l'œsophage et permet le passage du bol alimentaire. « Au cours de la phonation, les muscles aryténoïdiens assurent l'adduction des cartilages aryténoïdes et en même temps, les muscles crico-aryténoïdiens latéraux les rapprochent modérément. L'air forcé au niveau des plis vocaux en adduction produit le son. Une contraction plus forte des mêmes muscles ferme la fente glottique (manœuvre de Valsalva) ».

## Galerie

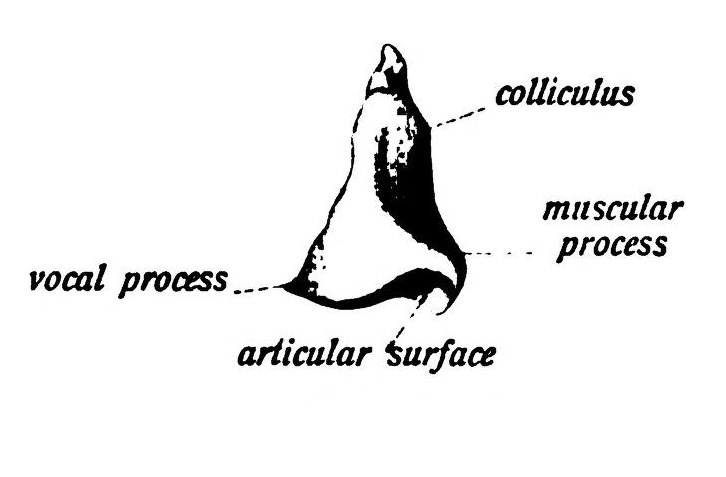
Face postérieure du cartilage aryténoïde
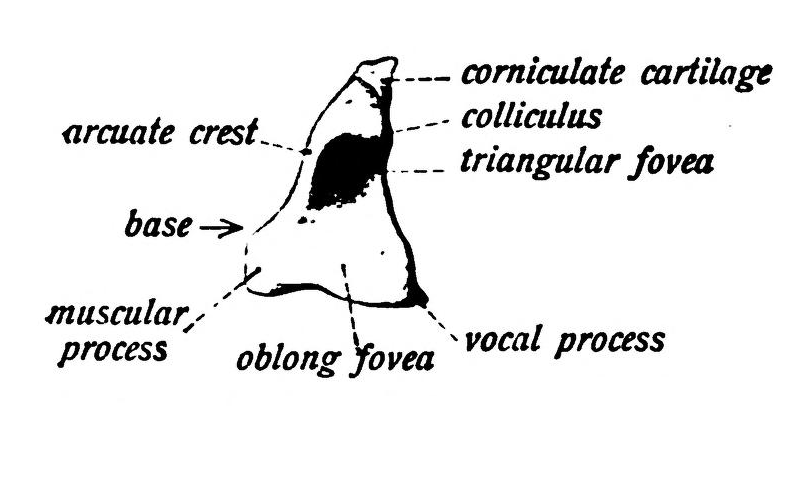
Face antéro-latérale du cartilage aryténoïde
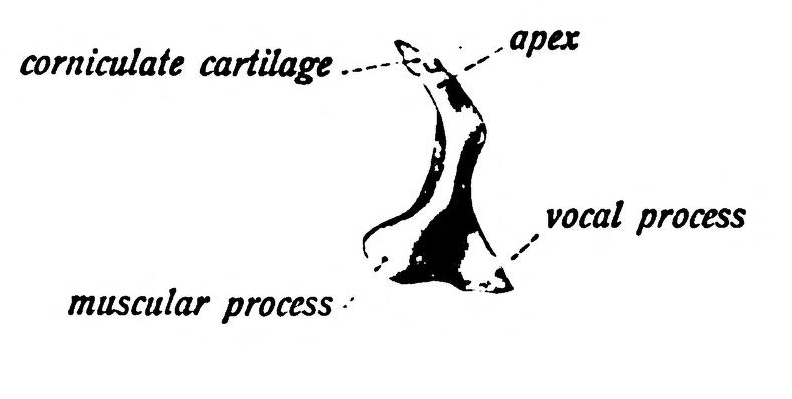
Face médiale du cartilage aryténoïde

## Source
- (en) Colton, R et Casper, J. (2006) Understanding Voice Problems. A Physiological Perspective for Diagnosis and Treatment (3rd edition), Williams and Wilkins, Baltimore Maryland.